# Stenopola bohlsii
Stenopola bohlsii är en insektsart som beskrevs av Giglio-tos 1895. Stenopola bohlsii ingår i släktet Stenopola och familjen gräshoppor. Inga underarter finns listade i Catalogue of Life.